# 카를 빌헬름 페르디난트 폰 브라운슈바이크 공작
카를 빌헬름 페르디난트 추 브라운슈바이크뤼네부르크 공작 폰 브라운슈바이크볼펜뷔텔베베른 후작(독일어: Karl Wilhelm Ferdinand, Herzog zu Braunschweig-Lüneburg, Fürst von Braunschweig-Wolfenbüttel-Bevern, 1735년 10월 9일 ~ 1806년 10월 16일)는 나폴레옹 전쟁 당시의 브라운슈바이크볼펜뷔펠 공작이자 프로이센 왕국의 육군 원수, 계몽 군주였다.
카를 1세 폰 브라운슈바이크볼펜뷔텔 공작과 프리드리히 2세의 여동생인 필리피나 샤를로테의 장남으로 독일과 오스트리아와의 7년 전쟁에서 공을 세워 외숙부인 프리드리히 2세의 총애를 받았다.
1764년 1월 16일 세인트 제임스 궁전에서 조지 3세의 누나 오거스타 오브 웨일스와 결혼했지만 서로 간에 애정은 거의 없었으며, 그는 평생 아내가 아닌 다른 여성을 애인으로 삼고 지냈다.
1787년에 프로이센 육군원수로 임명되어 네덜란드 민주주의 애국당을 무찌르고 오라녜 공 빌럼 5세의 권력을 되찾아 주었다. 1792년에는 프랑스 혁명군에 맞서 프로이센군의 지휘를 맡고 발미 전투에서 전투를 벌였으나 크게 패배하였다. 이후 1793년에 몇 차례의 전투에서 프랑스군을 무찔렀으나 프리드리히 빌헬름 3세와의 불화로 은퇴하였다. 1806년에 다시 프로이센 고위사령관직을 맡았으나 예나-아우어슈테트 전투에서 크게 패하여 치명상을 입고 사망했다. 그의 유해는 브라운슈바이크 성당에 묻혔고 막내아들 프리드리히 빌헬름이 후계자가 되었다.

## 자녀
- 아우구스타 카롤리네(1764~1788) 뷔르텐베르크 공자비
- 카를 게오르그 아우구스트(1766~1806)
- 카롤리네 아말리에(1768~1821)
- 게오르그 빌헬름 크리스티안(1769~1811)
- 아우구스트(1770~1882)
- 프리드리히 빌헬름(1771~1815)
- 아멜리에 카롤리네 도로테아 루이제(1772~1773)